# 모데카이 브라운
모데카이 피터 센테니얼 브라운(Mordecai Peter Centennial Brown, 1876년 10월 19일 ~ 1948년 2월 14일)은 쓰리 핑거(Three Finger)라는 별명으로 잘 알려진 미국의 전 프로 야구 선수이다. 어린 시절 부상으로 손가락 일부를 잃어버렸지만, 끊임없는 노력으로 커브를 중심으로 1900년대와 10년대에 메이저 리그 베이스볼(MLB)의 시카고 컵스에서 전성기를 보냈다. 1949년 미국 야구 명예의 전당에 입성했다.